# Столин
Столин (блр. Столін; рус. Столин) град је на крајњем југу Републике Белорусије и административни је центар Столинског рејона Брестке области. 
Према процени из 2012. у граду је живело 12.353 становника.

## Географија
Град Столин се налази на обалама речице Капанец, близу њеног ушћа у реку Горињ, на свега 15 км северно од међународног граничног прелаза ка Републици Украјини. Око 35 км североисточно налази се град Давид Гарадок. Насеље Речица које има статус радничке вароши налази се на око 6 км југозападно од града и према административним плановима требало би да постане део градске зоне Столина. 
У Столину започиње републички друмски правац Р88 који повезује овај град са Туравом и Житкавичима.

## Историја
Према археолошким истраживањима, подручје око данашњег насеља било је насељено још током XII века, а први писани подаци о насељу Столин потичу из 1555. године. Према легенди насеље је добило име по локалним рибарима који су ловили рибе у реци помоћу мреже. Сваки пут када би извукли мрежу у њој је било по 100 риба (на руском језику сто), па отуда име Столин. 

## Становништво
Према процени, у граду је 2012. живело 12.353 становника.
| 1979. | 1989.  | 1999.  | 2009.  | 2012.  |
| ----- | ------ | ------ | ------ | ------ |
| 8.718 | 10.486 | 10.486 | 12.462 | 12.353 |

## Међународна сарадња
- Хомберг (Ефце), држава Хесен, Немачка